# Jean-Charles Abbatucci (homme politique)
Pour les articles homonymes, voir Abbatucci.
Charles Abbatucci, né le 25 mars 1816 à Zicavo et mort le 29 janvier 1885 à Paris, est un homme politique français.

## Biographie
Fils de Jacques-Pierre Abbatucci, garde des sceaux de Napoléon III, il est avocat à Orléans en 1847, participant activement à la campagne des banquets contre Louis-Philippe. Après la Révolution de 1848, il est nommé substitut général à Paris. Il est député de la Corse de 1849 à 1851, soutenant le prince-président. A l'avènement de l'Empire, il devient chef de cabinet de son père au ministère de la Justice. Il est maitre des requêtes au Conseil d’État en 1852, puis conseiller d’État de 1857 à 1873. Il a été député de la Corse de 1872 à 1876 et de 1877 à 1881, siégeant au groupe bonapartiste de l'Appel au peuple.
Abbatucci a également fourni, de 1842 à 1847, une série d’articles sur les œuvres de Louis-Napoléon, ainsi que de vigoureuses polémiques contre les abus du gouvernement de Juillet. De 1848 à 1851 il a été un des collaborateurs les plus féconds et les plus assidus du Dix-Décembre, du Pays et du Pouvoir, journaux dans lesquels il a publié un grand nombre d’articles plein de verve et d’une rare perspicacité politique.